# Diretiva Habitats

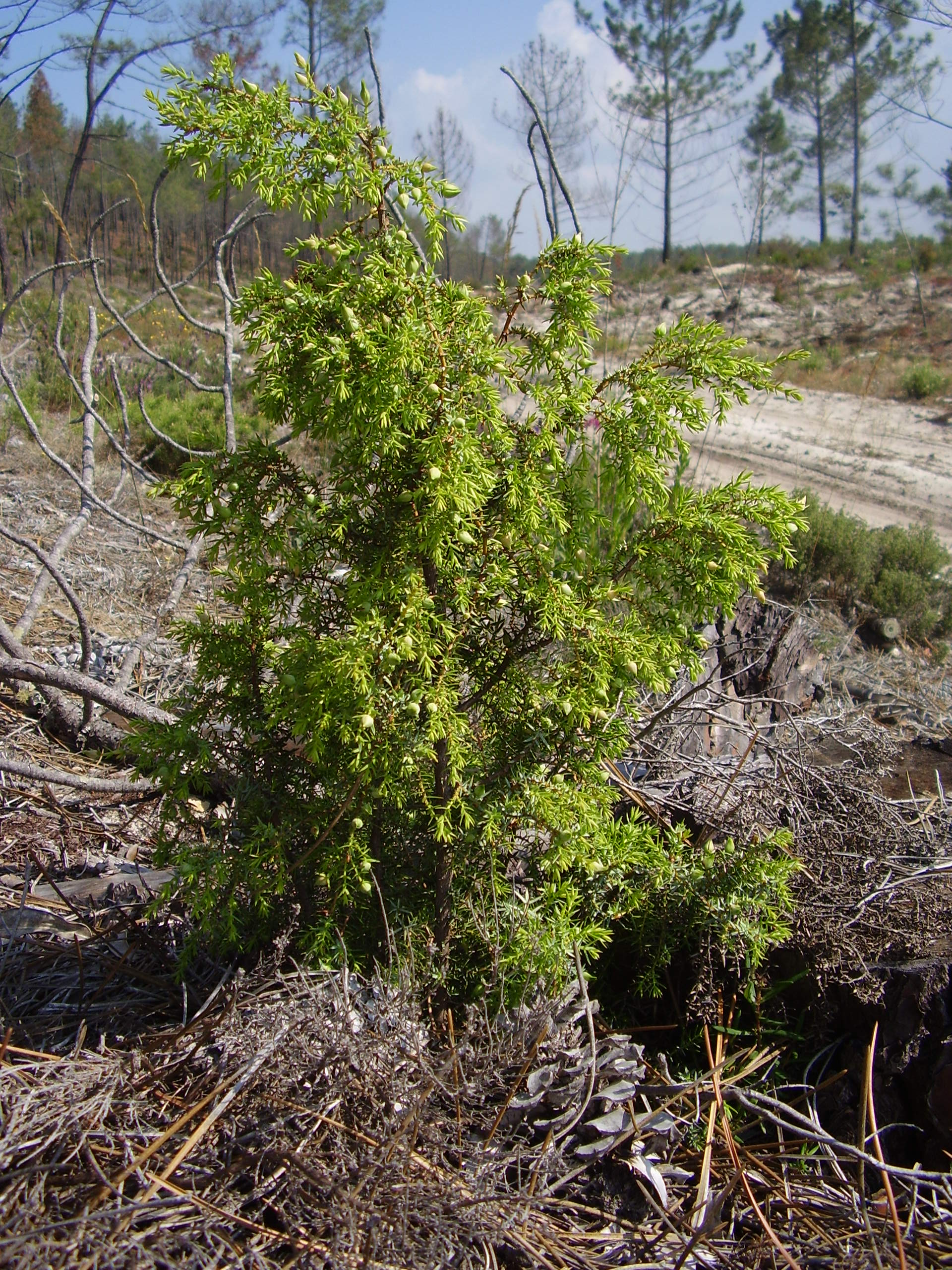
Os zimbrais dunares de Juniperus navicularis são importantes para a conservação, uma vez que são exclusivos do Sudoeste da Península Ibérica.

Diretiva dos Habitats ou Diretiva Habitats é a Diretiva 92/43/CEE do Conselho, de 21 de maio de 1992, relativa à preservação dos habitats naturais e da fauna e da flora selvagens, transposta para o direito interno de Portugal pelo Decreto-Lei n.º 140/99, de 24 de Abril.
A diretiva foi adotada em 1992 como resposta da União Europeia aos princípios constantes da Convenção de Berna que havia sido assinada por todos os Estados-Membros e pela própria União. É uma das únicas duas diretivas europeias que regulam a conservação da natureza e da vida selvagem, sendo a outra a Diretiva Aves.
A diretiva tem como objetivo proteger cerca de 220 habitats e aproximadamente 1000 espécies listadas nos anexos à Diretiva (Anexo I - Habitats, Anexos II, IV e V - Espécies). Os habitats e espécies listados são considerados como de interesse europeu, tendo sido selecionados de acordo com critérios fixados na própria Diretiva.
Segundo a avaliação da Agência Europeia do Ambiente do estado da natureza na União Europeia, em 2022, "apesar de todos os esforços de conservação, 3/4 dos habitats classificados no âmbito da Diretiva Habitats encontram-se atualmente em estado de conservação desfavorável e 1/3 deles com tendência decrescente".

## Regiões biogeográficas
A Diretiva levou ao estabelecimento de uma rede de áreas protegidas em toda a União Europeia designada por Rede Natura 2000. A lista dos sítios de importância comunitária para cada uma das regiões biogeográficas é fixada por decisões da Comissão Europeia:
- alpina[5],
- atlântica[6],
- boreal[7],
- continental[8],
- macaronésica[9],
- mediterrânica[10],
- panónica[11],
- Mar Negro,
- estépica.